# Линеен радиоприемник
Линеен радиоприемник, наричан още радиоприемник с директно усилване, е този, при който приетият от антената високочестотен сигнал се усилва до детектирането му, без каквото и да е преобразуване. По тази конструктивна схема се произвеждат радиоприемници от двадесетте години до края на Втората световна война през ХХ век.

## Конструкция
Конструирането на линеен приемник е възможно след създаването на усилвателната триелектродна лампа – триод и другите типове многорешетъчни радиолампи. Конструктивната схема е патентована от Ернст Александерсон (Ernst Alexanderson) през 1916 г. Характерното за радиоприемното устройство е, че до детектирането си, приетият от предавателя модулиран сигнал не се преобразува, а само усилва с неговата носеща честота. Блоковата схема в най-общия случай се състои от антена, входно устройство, високочестотен (резонансен) усилвател, детектор, нискочестотен усилвател и възпроизвеждащо устройство на телефонни слушалки или високоговорител.

### Входно устройство
Входното устройство (ВхУ) представлява лентови филтри, чиято резонансна честота е настроена на честотата на приемания сигнал fs. Входното устройство извършва предварителна честотна селекция на приеманите сигнали. За да се осигури приемането на всички сигнали от зададения честотен обхват, е необходимо резонансните кръгове да могат да се пренастройват в зададения обхват, което става чрез променлив кондензатор или променлива индуктивност. Връзката с антената се осъществява индуктивно с бобина или капацитивно с кондензатор. ВхУ трябва да осигури съгласуване на антената с радиочестотния усилвател, с което се цели да се постигне минимален коефициент на шум на приемника.
Основни параметри:
- коефициент на предаване – К;
- широчина на пропусканата честотна лента – В0,7;
- избирателност – σ;
- коефициент на покритие на приемания честотен обхват – kf;

### Резонансен усилвател
Резонансният усилвател (Радиочестотен Усилвател (РЧУ)) се състои от високочестотен усилвателен елемент и товар - трептящ кръг, настроен на честотата на приеманата радиостанция fs. Конструктивно това се постига чрез сдвоен кондензатор или такъв, който да разполага със секции за трептящия кръг на входното устройство и още толкова на брой, колкото са на брой резонансните усилватели. Така с органа за настройка на радиоприемника едновременно по един закон се променя резонансната честота, както на входните трептящи кръгове, така и тези на резонансните усилватели. Усилването на приетия сигнал води до намаляване на нелинейните изкривявания и повишаване на избирателността и чувствителността, което съществено отличава този радиоприемник от най-простия от този вид детекторния радиоприемник. В техническите среди е прието броят на усилвателните стъпала да се означават с цифри, а детектора с буквата V. Означението 0V0 означава - в.ч. усилвателни стъпала няма, V е означение за детектор, следващата цифра нула показва че няма нискочестотен усилвател, т.е. това е детекторен радиоприемник. Означението 1V2 означава, че приемника има един в.ч. усилвател, детектор и двустъпален н.ч. усилвател.
Основни параметри:
- коефициент на усилване по напрежение – Кu;
- широчина на пропусканата честотна лента – В0,7;
- избирателност – σ;
- коефициент на покритие на приемания честотен обхват – kf;
- коефициент на шум – F;
- изкривявания причинени от РЧУ:
- фазови,
- честотни,
- нелинейни;

### Детектор
Детекторът преобразува високочестотното модулирано напрежение на полезния сигнал в звуково напрежение, задействащо възпроизвеждащото устройство. В тези радиоприемници са използвани лампови диоди.
Основни параметри:
- коефициент на предаване по напрежение – Кu;
- входно съпротивление на детектора – Rвх;
- коефициент на филтрация – кф;

### Нискочестотен усилвател
Нискочестотният усилвател има предназначение да увеличи мощността на нискочестотния детектиран сигнал. Обикновено е използвана схемата 1V2, т.е. н.ч. усилвател има две стъпала

- първо н.ч. усилвателно стъпало по напрежение;
- второ н.ч. усилвателно стъпало по мощност.

## Качества и недостатъци
В зората на радиоразпръскването и развитието на ламповите радиоприемници, схемата на линейния приемник е намерила голямо приложение. За резонансен в.ч. усилвател е използвана триелектродна лампа, която поради високия си проходен капацитет анод-решетка има ниско усилване, а при високи честоти се самовъзбужда и се нуждае от неутрализация на вредното въздействие на този капацитет. Неутрализацията е въведена от Луис Алан Хазелтайн (Louis Alan Hazeltine) през 1922 година. Значителното подобряване на качеството на линейния приемник е постигнато след конструирането и внедряването на в.ч. усилвателен тетрод (1926 г.) и пентод (1930 г.), на които проходния капацитет е по-нисък, а усилването е по-високо.
- Избирателността се определя от резонансните кръгове на входното устройство. Тя се увеличава от резонансния усилвател, като се усилва нивото на приетия сигнал и допълнително се потиска част от страничната честотна лента, извън тази на носещите в.ч. колебания на избраната радиостанция. Всеки резонансен усилвател съдържа настроиваеми резонансни трептящи кръгове (с променливи кондензатори или индуктивности), което значително усложнява конструкцията на радиоприемника, както и поддържането на постоянни електрически параметри на усилвателя за приемания честотен обхват. Поради малкия брой на резонансните кръгове по горните причини, резонансната характеристика на радиоприемника не обезпечава висока избирателност, което общо снижава качествените му показатели. Затова този радиоприемник се използва за прием на радиосигнал от мощни радиостанции, работещи в дълговълновия и средновълновия обхват.
- Чувствителността, т.е. способността на радиоприемника да приема сигнали от далечни и слаби радиостанции е ниска, поради неголямото усилване на полезния сигнал до детектора, по причини казани по-горе.

Понастоящем по тази конструктивна схема, независимо от наличието на новите електронни елементи – транзисторите, не се произвеждат промишлени радиоприемни устройства. Тя се използва основно от радиолюбители в тяхното обучение и практика.